# Die Spiegel-Affäre
Die Spiegel-Affäre ist ein deutsches Fernseh-Drama aus dem Jahr 2014 von Roland Suso Richter. Das Drehbuch des Politthrillers wurde von Johannes W. Betz verfasst und behandelt die Spiegel-Affäre aus dem Jahr 1962, die als wichtiger Meilenstein für die Pressefreiheit in Deutschland angesehen wird.

## Handlung
Am 26. Oktober 1962 werden im Hamburger Pressehaus die Redaktionsräume des Nachrichtenmagazins Der Spiegel von der Polizei besetzt und durchsucht. Bundesverteidigungsminister Franz Josef Strauß fühlte sich von den Journalisten so unter Druck gesetzt, dass er bei Bundeskanzler Konrad Adenauer die Durchsuchung erwirkte. In der Spiegel-Ausgabe vom 8. Oktober 1962 erschien ein von Conrad Ahlers verfasster Artikel unter dem Titel Bedingt abwehrbereit, in dem dargestellt wird, dass das von Strauß vertretene Verteidigungskonzept der Bundeswehr einen potentiellen Angriff des Warschauer Pakts nicht abwehren könnte. Die Erkenntnis stützt sich unter anderen auf Ergebnisse des NATO-Manövers Fallex 62. Mehrere Spiegel-Redakteure werden wegen Landesverrats und Bestechung festgenommen, da man vermutet, dass die Journalisten ihre Informationen durch Geldzahlungen erhalten hätten. Der Angriff auf die Pressefreiheit führt zu heftigen Protesten aus der Bevölkerung und im Laufe der Affäre kommt es zum Bruch des aus CDU, CSU und FDP bestehenden Kabinetts Adenauer. Die verhafteten Redakteure des Spiegel werden sukzessive entlassen, und nach insgesamt 103 Tagen in Untersuchungshaft ist schließlich auch Spiegel-Herausgeber Rudolf Augstein wieder frei.

## Unterschiede zur Realität
Franziska Augstein, die Tochter von Rudolf Augstein, wies auf zahlreiche Punkte hin, in denen der Film von der Wirklichkeit abweiche und diese zum Teil auch grob verfälsche. Neben Oberflächlichkeiten wie der Tatsache, dass es in der Redaktion immer sehr förmlich zugegangen und Sprücheklopfen und kumpelhaftes Benehmen verpönt gewesen sei, seien die Redakteure auch nicht so überheblich gewesen wie dargestellt, sondern hätten bei Stürmung der Redaktionsräume Angst um ihr Leben gehabt, da es sich um Männer gehandelt habe, die alle noch in der NS-Zeit aufgewachsen seien und nur zu gut gewusst hätten, was die Staatsmacht und ihre Sicherheitskräfte anstellen könnten.
Besonders kritisiert Franziska Augstein, dass sich der Film lediglich am Rande mit der tatsächlichen Spiegel-Affäre beschäftige und sich extrem auf den Personenkonflikt zwischen Rudolf Augstein und Franz Josef Strauß zuspitze, als hätte es sich um eine Privatfehde zweier Männer gehandelt. Die eigentliche Affäre habe sich jedoch im Bundestag sowie zwischen dem Spiegel und der Bundesanwaltschaft abgespielt. Im Film wird die Bundesanwaltschaft von Siegfried Buback vertreten; wichtige Personen, die gegen die Journalisten vorgegangen seien, kämen im Film nicht vor oder hätten darin kaum eine Bedeutung, darunter Bundesanwalt Albin Kuhn, Staatssekretär im Bundesverteidigungsministerium Volkmar Hopf, Bundesanwalt Walter Wagner und der Leiter des Referats für Hoch- und Landesverrat Theo Saevecke.
Als „Blödsinn“ bezeichnete sie, dass Augstein im Film so dargestellt werde, als ob er nur das Ziel gehabt hätte, Strauß zu entmachten. Tatsächlich habe Augstein Konrad Adenauer als größeres Problem angesehen, da dieser sich nicht aktiv um die Wiedervereinigung gekümmert und nur die stärkere Bindung von Westdeutschland an den Westen vorangetrieben habe. Augstein habe Strauß als Privatmann respektiert und geschätzt, nur seine Politik habe er für hochgefährlich gehalten. Auch die Darstellung, dass Augstein Redakteure zu Recherchen gegen Strauß gedrängt hätte, entspreche nicht der Realität. Die Recherchen zum Artikel Bedingt abwehrbereit seien von Conrad Ahlers ausgegangen, Augstein habe den Artikel lediglich überflogen und ihn auch nicht für besonders wichtig gehalten.
Die Politik von Strauß habe Augstein unter anderem deshalb für gefährlich gehalten, weil dieser das Geld des Verteidigungshaushalts entgegen der Überzeugung von Offizieren der Bundeswehr nicht in konventionelle Verteidigung, sondern in Atomsprengköpfe stecken wollte. Auf sein Betreiben hin habe die Bundeswehr auch fehleranfällige Starfighter bestellt und diese zum Transport von Atomraketen umrüsten lassen. Als üble Nachrede bezeichnet Franziska Augstein die Darstellung, dass Oberst Alfred Martin Journalisten nur deshalb kontaktiert habe, weil er nicht befördert worden sei. Tatsächlich habe der Heeresoffizier ausschließlich aus Gewissensgründen die – aus seiner Sicht auch unsinnigen – Pläne von Strauß zur Atomaufrüstung im Land bekannt machen wollen.
Als eklatante Fehlinformationen kritisiert Franziska Augstein die Texteinblendung am Ende des Films, in der zu lesen ist: „Hätte man die geheimen Dokumente im Safe oder das Original mit Quellenangaben gefunden, wäre der Tatbestand des Landesverrats gegeben gewesen.“ Tatsächlich hätten die Behörden das Exposé des Artikels gefunden und mit Oberst Martin sei auch der Informationsgeber entdeckt und inhaftiert worden.
Auch Rudolf Augsteins Ex-Frau Gisela Stelly Augstein stellte fest: „Tatsächlich ist an dieser Filmfigur Augstein so ziemlich alles falsch. Sie beansprucht in keiner Weise auch nur die geringste Ähnlichkeit mit dem richtigen Augstein zu haben. Nicht im Erscheinungsbild und nicht als Charakter.“
Im Jahr 1965 lehnte es der Bundesgerichtshof auch ab, gegen die Hauptverdächtigen Rudolf Augstein und Conrad Ahlers ein Gerichtsverfahren zu eröffnen, da keine Beweise für einen Geheimnisverrat vorlägen. Und das Bundesverfassungsgericht stellte in einem Urteil zur Affäre heraus, dass die Presse eine öffentliche Aufgabe erfülle und die Pressefreiheit für den Staat eine enorme Bedeutung habe.

## Hintergrund
- Die Produzentin Gabriela Sperl bezweifelte, dass die Menschen in Deutschland heutzutage in einer vergleichbaren Situation wie damals auf die Straße gehen würden. Angesichts einer gefühlten Ohnmacht gegenüber Politikern und politischen Entscheidungen verstehe sie den Film deshalb auch als eine Art Aufruf, dass Bürger sich wieder einmischen sollten.[4]
- Der Drehbuchautor Johannes W. Betz wurde bei seiner Arbeit von Gabriela Sperl, Michael Stürmer und Stefan Aust unterstützt. Allerdings wurde die klassische Sichtweise mit Augstein als Vorkämpfer der Demokratie und Strauß als unsympathischem Machtpolitiker absichtlich durchbrochen. Betz wörtlich: „Rein historisch hätten die negativen Seiten von Strauß sicherlich stärker gezeigt werden müssen. Aber wir haben uns die Freiheit rausgenommen zu sagen: Das ist kein Dokudrama.“[5] Darüber hinaus erklärte Betz, dass die beteiligten Sender bei der Drehbuchentwicklung wiederholt die Frage aufgeworfen hätten, ob man nicht stärkere Frauenfiguren darstellen könne. Da es zur Zeit, in der die Handlung spielt, in den Redaktionen keine einzige Frau in leitender Position gegeben habe, sondern nur „Tippsen“, die einem Chefreporter oder Ressortleiter bestenfalls den Kaffee hätten bringen dürfen, wäre dies allerdings zu weit hergeholt gewesen. Auch Franziska Augstein bestätigte in Bezug auf die damalige Zeit: „Frauen hatten in der Text-Redaktion nur als Tippse etwas verloren“.[4][1]
- Francis Fulton-Smith nahm für die Rolle des Franz Josef Strauß unter ärztlicher Aufsicht innerhalb weniger Monate 20 Kilogramm zu und spielte die Rolle mit krankhaftem Übergewicht.[6]
- Der von Sperl Film und Wiedemann & Berg Television für WDR, BR, ARD Degeto, ARTE und Telepool produzierte Film wurde erstmals am 2. Mai 2014 auf ARTE ausgestrahlt. Fünf Tage darauf sendete die ARD den Film am 7. Mai 2014 im Rahmen eines Themenabends zur Spiegel-Affäre und zeigte im Anschluss daran die Dokumentation Bedingt abwehrbereit von Stefan Aust mit der Geschichte hinter der Affäre.

## Kritiken
„Politik spannend erzählen – das ist eine Kunst, die im deutschen Fernsehen wenig gepflegt wird. Um so bemerkenswerter also, wenn es dann doch einmal gelingt. Der Film ‚Die Spiegel-Affäre‘ ist ein herausragendes Beispiel, wie ein Jahrzehnte zurückliegendes, kompliziertes historisches Ereignis spannend, mitreißend und aufklärerisch im Fernsehen präsentiert werden kann. […] Obwohl als Machtkampf zwischen Strauß und Augstein angelegt, zeigt der Film sehr klar die Bedeutung des Kampfes um die Pressefreiheit. […] Durch die NSA-Affäre und die staatlichen Versuche in den USA und Großbritannien, Informanten und Medien an der Veröffentlichung der Machenschaften der Geheimdienste zu hindern, hat er eine ungeahnte Aktualität bekommen.“

„Als Analogie bringen die Macher die US-Serie ‚Mad Men‘ ins Spiel, diese Serie über eine Werbeagentur im New York der 50er und 60er Jahre. ‚Gab es in Deutschland ,Mad Men'? Natürlich gab es sie, man muss sie nur imaginieren‘, meint Johannes W. Betz, der Drehbuchautor. ‚Die Spiegel-Affäre‘ ist zwar ein teilweise unterhaltsamer, aber kein anregender Film.“

„Selbst wenn es Autor Johannes W. Betz im Presseheft beschwört: Rufolf [sic] Augstein ist dann doch nicht Don Draper und ‚Die Spiegel-Affäre‘ nicht ‚Mad Men‘. […] Und so geschieht etwas Verblüffendes: So überzeugend wie Fulton-Smith seinen Strauß spielt, vermag er tatsächlich beim Publikum so etwas wie Mitleid zu erzeugen. Dieses Sentiment steht freilich quer zu allem, wofür die ‚Spiegel-Affäre‘ im allgemeinen Bewusstein [sic] steht.“

„Der Film ‚Die Spiegel-Affäre‘, die fiktionale Rekonstruktion jener fast vergessenen Ereignisse, weil die Rettung der Demokratie im Schatten des Mauerbaus und der Kuba-Krise steht, ist ein Meisterstück aus der Historienwerkstatt des Fernsehens, glänzend geschrieben, glänzend inszeniert, mit glänzenden Schauspielern.“

„Der Film vermag nicht, eine Brücke zu schlagen zwischen dem Neuen, der Protestbereitschaft auf den Straßen, und dem Alten, dem Fingerhakeln zwischen Politikern und Journalisten, das hier einmal jedes Maß verloren hatte. Dass Augstein im Doppelbett, wo er vom Mauerbau in Berlin erfährt, zuerst einfällt, wie sehr das Strauß nützen mag, charakterisiert die politikferne Grundstruktur dieses Films am besten. Die Schauspieler können wenig tun, um nicht wie im Fliegenden Klassenzimmer zu wirken. Gymnasiasten gegen Oberrealschüler. Nur dass in diesem Fall Strauß der Gymnasiast ist und die Oberrealschüler die Guten sind.“